# Borén
Borén és un poble del terme municipal d'Alt Àneu, a la comarca del Pallars Sobirà. Pertanyia a l'antic terme de Sorpe.
Està situat a l'esquerra de la Noguera Pallaresa a 1.101,1 metres d'altitud. És just a la cua del Pantà de Borén, al sud-est del poble d'Àrreu i al nord, i dessota, del poble de Sorpe, l'antic cap del municipi, que queda enlairat respecte de la vall de la Noguera Pallaresa. És al peu del contrafort sud-oest del Tossal de la Llosa.
L'esment més antic conservat de Borén és de l'any 908, en un document en què l'abat Godemir de Gerri intercanvia diversos béns amb el comte Ramon I de Tolosa, entre els quals figura una propietat a Borahenne.
Borén fou un municipi independent fins al 1846, moment en què, juntament amb Isavarre, passà a formar part del municipi de Sorpe.
Entre el seu patrimoni cal destacar el pont romànic i l'església de Sant Martí. D'època romànica conserva la seva portalada amb arquivoltes decorades i dues piques de pedra, una de les quals presenta un lleó en relleu.

## Etimologia
Com molts topònims pallaresos, aquest és també d'origen basc. Segons Joan Coromines, es tracta de l'arrel preromana buru (cap, extrem).

## Geografia

### El poble de Borén

#### Les cases del poble[2]
| - Casa Anton - Casa Botera - Casa Brau - Casa Brau nova - Casa Brau vella - Casa Carrera - Casa Carrera vella - Casa Ferrer (I) | - Casa Ferrer (II) - Casa Forcada - Casa Fortet - Casa Fraile - Casa Fraire - Casa Garra de Poldo - Casa Gassia | - Casa Golet d'Àrreu - Casa Gorró - Casa Gorró nova - Casa Gorró vella - Casa la Joana - Casa Jocoi - Casa Manuel | - Casa Maties - Casa Minguet - Casa Moga - Casa Mascardó - Casa Nalló - Casa Pastoret - Casa Pei | - Casa Poldo - La Rectoria - Casa Simonet - Casa Vella - Casa Vella de Fortet - Casa Verner - Casa Xamora--197.247.241.192 (discussió) 03:56, 29 jul 2012 (CEST) |

## Història

### Època moderna
En el fogatge del 1553, Borén (Boren) declara 5 focs laics i 2 d'eclesiàstics (uns 35 habitants).

### Edat contemporània
Pascual Madoz dedica un article del seu Diccionario geográfico... a Borén. Hi diu que és una localitat amb ajuntament, situada a la part oriental d'un petit pla de la Vall d'Àneu, envoltat d'altes muntanyes. Hi regnen els vents del nord i sud, i el clima és fred, però sa. Tenia en aquell moment 15 cases i l'església parroquial de Sant Martí, servida per un rector ordinari i un beneficiat, tots dos fills de la vall. A l'entorn hi havia diverses fonts de bona qualitat i saludables. Les terres són fluixes i pedregoses, generalment de qualitat inferior, i al nord hi té una muntanya alta, però despoblada. S'hi collia sègol, ordi, patates, fenc, pastures i una mica d'hortalisses. S'hi criava bestiar de tota mena, preferentment vacum, i hi havia caça de llebres i perdius. Comptava amb 20 veïns (caps de casa) i 116 ànimes (habitants).